# 骷髅会
骷髏會（英語：Skull and Bones），美國耶魯大學中的兄弟會社團，開始於1832年。

## 历史
骷髅会于1832年由耶鲁大学毕业生威廉·拉塞尔创立。他出生于美国一个富裕家庭，耶鲁大学毕业后曾赴德国游学一年，据信他在那里结识了德国某一秘密组织的成员，并从此迷上了秘密社团。回到美国后他召集了大学裏一批好友，成立了秘密组织骷髅会，首批成员中包括阿方索·塔夫脱（Alfonso Taft），此人后曾出任过美国司法部长，其儿子就是后来的美国总统威廉·塔夫脱。
威廉·拉塞尔选定用一个骷髅和两根交叉的骨头作为骷髅会的标志，并用“322”作为协会的标志。其中“32”代表的是协会成立的年份1832年，后一个“2”则表示该会是德国一个组织的第二个分支机构。此外，“322”也可代表公元前322年，源於社團虛構出的一個傳説：公元前322年，希腊演说家狄摩西尼去世，被称为“雄辩之神”的希腊女神优罗嘉随他升天。直到1832年，骷髅会成立，颂词从天而降，她从此定居在“墓地”中。因此，骷髅会有時被稱為优罗嘉俱乐部，其总部是一栋三层楼的建筑，坐落在耶鲁大学校园大街上，也被称为“墓地”。

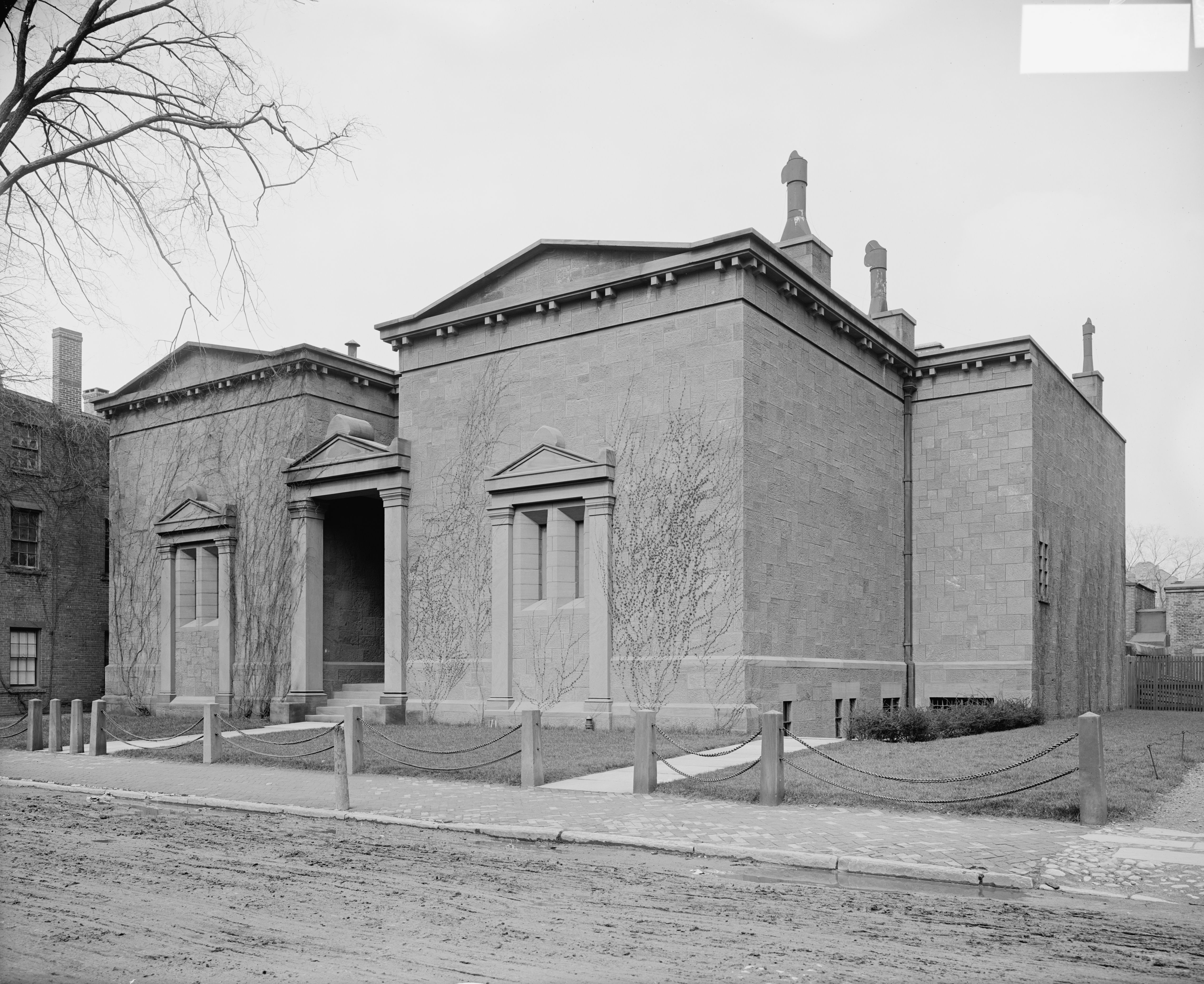
骷髅会的“墓地”，至今依然是成员们聚会的地点

协会创立之初没有固定的聚会场所，一般每周举行一到两次聚会，多在深夜举行，举行时会在举行地点的门上挂出骷髅会的标志。1856年，一名骷髅会成员丹尼尔·科伊特·吉尔曼（Daniel Coit Gillman，此人也是约翰·霍普金斯大学首任校长）以骷髅会创办人之名成立拉塞尔信托基金会，负责掌管骷髅会的财政。在当年，该基金会购置了一栋房产，从此成为今后骷髅会的固定聚会地点，被称作“墓地”（tomb）。
大约在19世纪末20世纪初，一名骷髅会成员向协会捐赠了位于纽约州北部圣劳伦斯河一座面积约40英亩的小岛鹿岛（Deer Island），作为会员休闲度假的地点。该岛在20世纪30年代左右曾经是骷髅会成员们经常光顾的休闲地，但是据一些新的骷髅会成员表示，该岛上的设施由于缺乏必要的维护，目前大多已经荒废，到该岛上度假的人员也明显减少，不过每年新入会的会员总还是会被带到岛上感受一下气氛。
在骷髅会的一百多年历史中，它始终是耶鲁大学众多学生社团（包括秘密社团）中最受欢迎的社团，每年所吸纳的15名会员也被认为是耶鲁大学最优秀的学生，虽然有时候吸收的会员也并不仅仅以学生的表现而以其家族背景来决定。根据公开的骷髅会成员资料显示，有几个大家族在骷髅会中占有特别偏高的比例，包括了塔夫脱家族、布什家族、哈里曼家族和洛克菲勒家族等显赫世家。

## 传说与流行文化

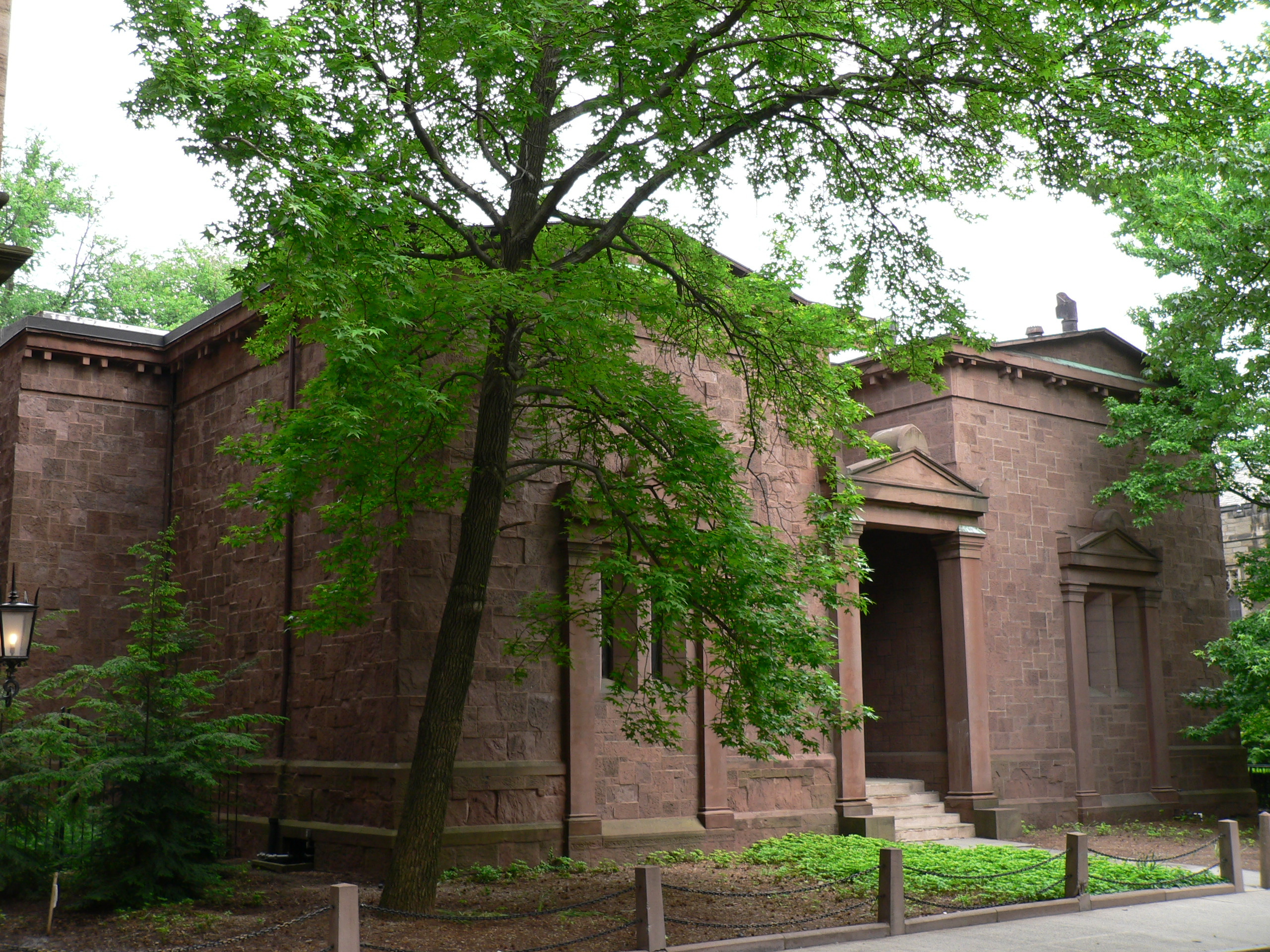
骷髅会正面

由于骷髅会神秘与精英主义的特性，许多人相信骷髅会有着特殊甚至不可告人的罪恶使命。很多人相信近现代历史上几乎所有的重大事件都是由该会策划的，包括原子弹的研制、《时代》与《新闻周刊》两大左右国际舆论的美国媒体的成立、猪玀湾事件、肯尼迪遇刺案、水门事件以及美国的外交政策等。然而虽然在所有这些事件的决策者中，确实都可以找到骷髅会成员的身影，但因此断定骷髅会是这些事件的幕后主使却依然没有确凿的证据。2004年美国总统选举中，民主党与共和党推举的两名候选人小布什与约翰·克里竟然都是骷髅会成员，又进一步加深了许多人对于骷髅会的猜疑。
人们对于骷髅会的传言大多言过其实，骷髅会实际上只是一个普通的大学兄弟会组织，而且类似的秘密学生组织在各大学也非常常见，光耶鲁就还有像卷轴和钥匙协会（Scroll and Key）、狼首会（Wolf's Head）。其他像哈佛大学的坡斯廉俱乐部（Porcellian Club）、剑桥大学的剑桥使徒等，都是性质类似的组织。
2000年美国环球制片公司出品了一部恐怖片《骷髅》（The Skulls），讲述了一所美国顶尖大学的两名学生被选入了一个秘密组织后如何发现了一宗该组织操控的谋杀案，并决定与之决裂的故事。这个明显影射骷髅会的组织被描绘成一个类似黑手党的犯罪团伙，从事谋杀、贿赂、商业诈骗、包庇等各种违法勾当，从一定程度上进一步加深了美国公众对于骷髅会的偏见与误解。

## 传统与影响
作为一个拥有悠久历史的社团，骷髅会与其他众多学生社团一样有着独特的文化与传统。例如在称呼上，骷髅会成员被称作“骑士”（knights），而非骷髅会成员则被叫作“野蛮人”（barbarians）。每名成员入会之后都会取一个绰号，这些绰号可以是以前的骷髅会成员用过流传下来的，例如最高的男性成员按传统被叫作“长恶魔”（long devil）、最会与异性打交道的则被叫作“马各”（magog，威廉·塔夫脱就曾用过这个名字，老布什据说也是这个名字）等。当然也有一些绰号也是成员自己取的，没有什么典故，例如小布什的绰号就是“临时工”。
在挑选新会员方面骷髅会也有传统。每年5月的某一个星期四是骷髅会与卷轴和钥匙协会等其他高年级秘密社团的选员日。过去这个程序是完全公开的，不过目前已经转为隐秘。骷髅会的老成员（也就是即将毕业的15名成员）很早就要开始讨论挑选合适的人，有时候甚至一些已经毕业的、拥有一定社会地位的骷髅会成员也会列入推荐名单。在以前骷髅会这类的社团总是能够从校方取得每一个学生的成绩单与课外活动记录，作为选拔的标准，但这一做法在遭到众多人的批评后被摒弃。秘密社团之间互相也有竞争，都希望能够挑选到最好的人入会。在过去由于各社团之间缺乏交流，往往会出现几个社团同时抢一个人的现象，然而现在不成文的规矩是每个社团在选员日前几个星期就开始试探性地接触目标学生，试探他的意愿。这样一来可以避免社团间的恶性竞争，也可避免社团被学生拒绝的尴尬（这种事情虽然少见，但也时有发生）。
新会员在选员日当天被通知入选（实际上这些人在此之前就已经知道了）后，就会经历一系列的入会仪式，骷髅会一般会尽量邀请一些著名的骷髅会会员参加，以加深新会员的印象。入会仪式非常繁琐甚至有些幼稚，其中最经典的一段是模仿英国的授爵位仪式，用一把剑轻轻敲打新会员的肩膀，授予其“骑士”的称号。仪式结束之后这15名会员就被正式接纳，他们也将在今后的一年中建立起兄弟般的友谊。

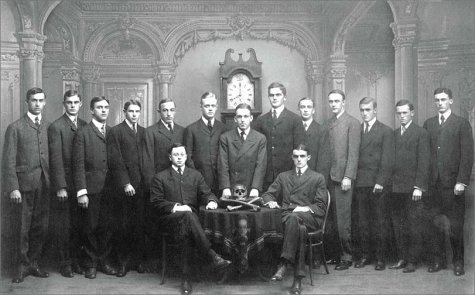
每一届的15名骷髅会成员都会像这样拍一张合照。在茶几上放的就是真正的骷髅与骨头，后面的钟时间通常会调到8点

骷髅会的15名在校会员一般每周聚会一次，主要目的是增进会员之间的感情与思想沟通。每周都会有一个主题，然后每人发表大约半个小时的个人见解，有时会有争论。每次都有一个人负责记录下每个人的发言纲略，这些记录都会被妥善地保存在“墓地”中，一些早期的会议记录已经被公开，被存放在耶鲁大学图书馆。当这15人离开耶鲁时，他们已经对彼此非常了解，而且拥有了特殊的情感联系。
对于已经离开耶鲁的骷髅会会员，他们每10年会收到两本名册，一本是《在世会员名册》（目前大概有800名在世的骷髅会会员），一本是《已逝世会员名册》。骷髅会还会不定期地编撰一些有关组织的历史。骷髅会没有会费机制，而是鼓励会员自愿捐款（给拉塞尔信托），以维持社团的运作。资金的大部分被用于“墓地”和鹿岛的维护（包括会员画像的修复、设备更新等），以及聚会时的食物和饮料开销。
不可否认的是，骷髅会在美国拥有巨大的影响力。曾经有三名骷髅会成员当上了美国总统：威廉·塔夫脱、老布什和小布什。在商界，摩根斯坦利的创办人就是一个骷髅会成员，而影响巨大的媒体巨头亨利·卢斯也是骷髅会成员，他创办了当今美国最具影响力的政论杂志《时代》。另外，洛克菲勒家族的多名成员也都参加了骷髅会。中央情报局成立之初几乎就是骷髅会成员的天下，以致于非骷髅会的高层主管都感觉与这个机构格格不入。另一个骷髅会会员主宰的领域是教育界，多位耶鲁大学校长就是骷髅会成员，而在1886年至1985年的长达99年中，居然有高达80%的耶鲁教授来自于骷髅会。
然而这不是说骷髅会能控制美国政府各部门与华尔街的各大金融机构。事实上骷髅会是一个非常松散、对成员没有太多约束的组织，成员们因此在很多事情的看法完全不同，在原子弹、猪湾事件、越南战争等事件中，虽然在决策层中不乏一些骷髅会成员，但值得注意的是也有很多骷髅会会员表示过公开的反对，甚至引发内部的争论。骷髅会能够为会员提供的最有力的财富，恐怕就是一张覆盖了美国精英阶层的关系网。

## 美国与骷髅会关系密切的家族利益集团
- 塔夫脱家族：早期美国鸦片大王，政治世家
- 惠特尼家族：美国著名的铁路和军火大亨
- 布什家族：美国石油和军火商集团代言人
- 庞蒂家族：美国著名的铁路和金融大亨
- 哈里曼家族：美国铁路大王，著名的铁路和金融大亨
- 洛德家族：美国化工巨头之一
- 菲尔浦斯家族
- 洛克菲勒家族：美国老牌金融巨头，最显赫的家族之一
- 古德伊尔家族
- 佩恩家族

## 会员列表
以下是部分著名的骷髅会会员：
- 威廉·塔夫脱（1878届）：第27任美国总统
- 哈罗德·斯坦利（Harold Stanley，1908届）：摩根斯坦利的创办人之一
- 查尔斯·西摩（Charles Seymour，1908届）：美国历史学家，前耶鲁大学校长
- 埃夫里尔·哈里曼（W. Averell Harriman，1913届）：前美国驻苏联大使、前纽约州州长
- 亨利·卢斯（1920届）：《生活》与《时代》杂志的创办人，美国著名出版家
- 布雷顿·哈登（Briton Hadden，1920届）：《时代》杂志的另一共同创办人，据说卢斯和哈登就是在一次骷髅会聚会上萌发了创办《时代》杂志的想法的
- 乔治·H·W·布什（1948届）：第41任美国总统
- 小威廉·巴克利：美国著名作家、记者
- 温斯顿·洛德（Winston Lord，1959届）：前美国驻华大使、助理国务卿
- 约翰·福布斯·克里（1966届）：美国参议员，2004年美国总统選舉民主黨籍候选人、國務卿
- 乔治·W·布什（1968届）：第43任美国总统